# Рождественский огурец

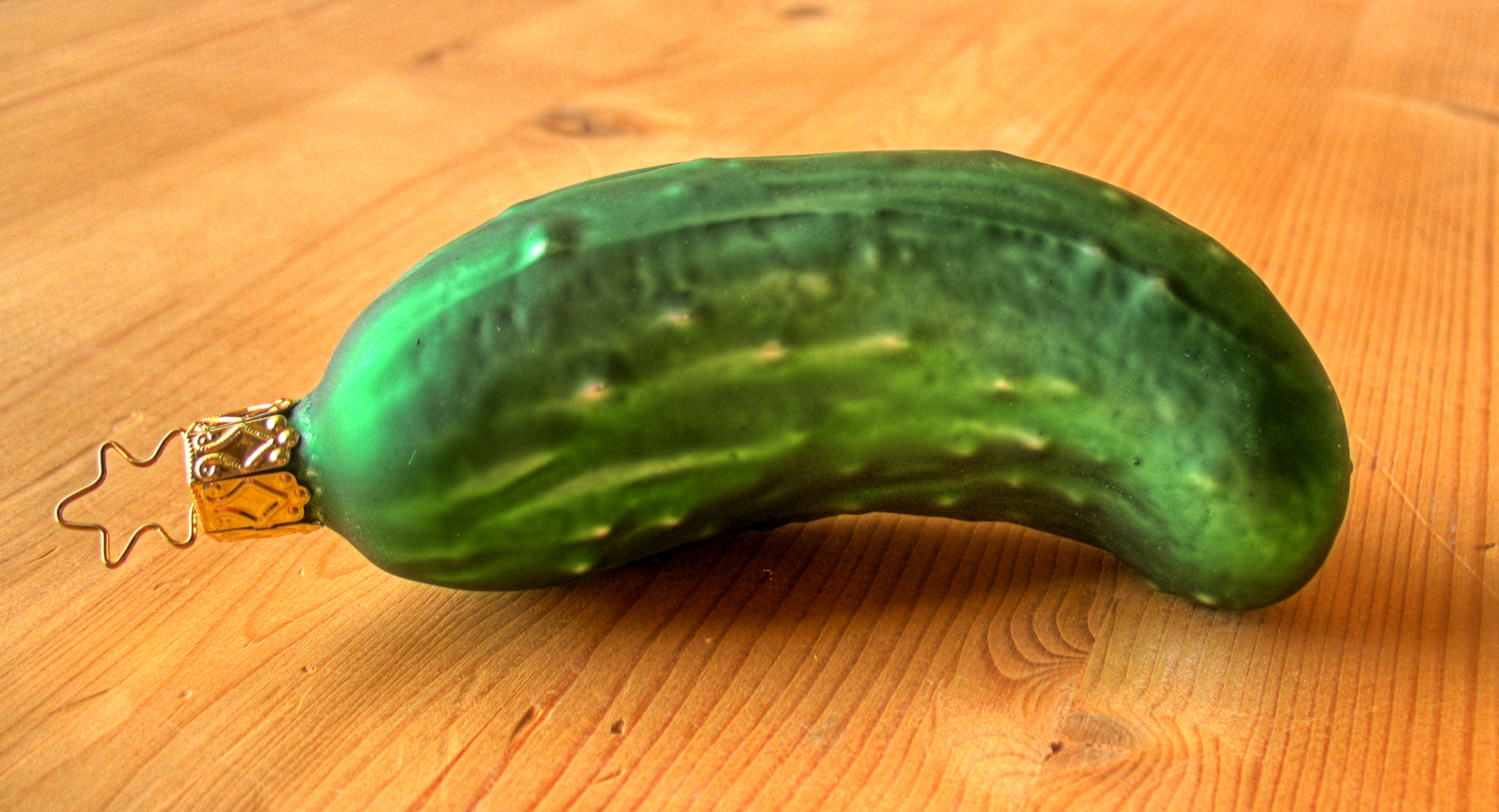
Стилизация под натуральный «рождественский огурец»

Рождественский огурец (англ. christmas pickle) — ёлочное украшение, связанное с рождественской американской семейной традицией.
Согласно традиции, кто-нибудь из взрослых членов семьи, при украшении рождественской ёлки, вешает на неё один солёный огурец или его аналог в виде стеклянной игрушки соответствующей формы. Рождественским утром первый ребёнок, нашедший огурец на дереве, не прикасаясь к нему руками, получает специальный подарок, и предполагается, что его ожидает удачный год. Поскольку огурец имеет зелёный цвет, как и сама ёлка, то обнаружить его сразу непросто. Производители ёлочных игрушек предлагают изделия из стекла трёх разных размеров с учётом соответствия уровня сложности возрасту детей.
В США принято считать, что этот обычай пришёл к ним от немцев, известных любителей солёных и маринованных огурцов, но это не соответствует действительности, поскольку в самой Германии подобная традиция, согласно опросам, неизвестна 91 % опрошенных.